# Gregori Maximoff
Gregori Petrovitch Maximoff (Oblast de Smolensk, 10 de novembro de 1893 — Chicago, 16 de março de 1950) foi um anarcossindicalista nascido no Império Russo que se envolveu com o Nabat, um movimento anarcossindicalista ucraniano. Juntamente com muitos outros anarquistas, foi aprisionado em 8 de março de 1921 pelos governo soviético após a caça Cheka aos anarquistas da região. Após fazer greve de fome atraiu a atenção de sindicalistas visitantes, Maximoff foi um dos dez anarquistas que foram libertados da prisão e deportados. É considerado na atualidade um dos últimos grandes teóricos russos do anarquismo.

## Biografia
Gregori Maximoff nasceu no dia 10 de novembro de 1893 na região Oblast de Smolensk, então parte do Império Russo. Desde jovem, assim que teve contato, Maximoff se viu atraído pelos escritos de anarquistas russos como Mikhail Bakunin e Piotr Kropotkin que o precederam. Em 1915 matriculado na Academia de Agricultura na Universidade de São Petersburgo Gregori dividiu seu tempo entre os estudos e a propagação dos ideais anarquistas através de panfletos e textos que distribui entre seus colegas.
No prelúdio da Revolução Russa de 1917, Maximoff se aproximara do anarcossindicalismo e encontrava-se envolvido na articulação de uma greve na região de Vyborg. Entusiasmado com o início da revolução passa a militar pelo bolchevismo entrando mesmo para as divisões do Exército Vermelho. No entanto, quando os bolcheviques passam a utilizar as tropas para sufocar os trabalhadores e camponeses russos e suas demandas, Gregori se rebela, recusando a obedecer as ordens dos militares de patente superior. Por sua insubordinação é condenado a morte, mas graças a intervenção dos próprios trabalhadores Maximoff permanece vivo.

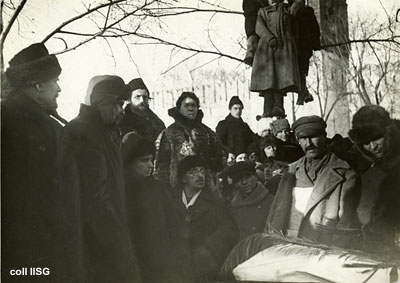
Gregori Maximoff, ao lado de Emma Goldman, Alexander Berkman e Fanya Baron no funeral do grande teórico libertário Piotr Kropotkin, em fevereiro de 1921

Em 1918 já se reconhece como ativista libertário anti-bolchevique, posição que sustentará para o resto de sua vida. Durante este período em que a Rússia permanece imersa em guerra civil, Maximoff passa a trabalhar nos escritórios do periódicos anarquistas "A Voz do Trabalho" (Голос Труда) e "A Voz Livre do Trabalho" (Вольный Голос Труда). Em pouco tempo é reconhecido como um articuladores do "Sindicato de Propaganda Anarco-Sindicalista" (Союза анархо-синдикалистской пропаганды) e da "Confederação Russa dos Anarcossindicalistas" (Российской конфедерации анархистов-синдикалистов), sendo em setembro deste mesmo ano, eleito secretário geral desta organização em sua primeira conferência.
Em fevereiro de 1921 morre Piotr Kropotkin e seu funeral converte-se na última grande reunião de anarquistas na Rússia. Visitantes como Emma Goldman e Alexander Berkman encontram-se com Maximoff, Fanya Baron e outros para lembrar a figura de Kropotkin, sob o vigia constante de centenas de membros da polícia política bolchevique. Em 8 de março daquele mesmo ano, explode a revolta de Kronstadt fazendo com que os anarquistas passem a ser perseguidos por toda a Rússia. Em Moscou Maximoff e outros libertários são presos. Após quatro meses de prisão, ele e seus companheiros começam uma greve de fome que torna-se internacionalmente conhecida. Frente a pressão internacional o governo bolchevique decide libertar estes anarquistas e expulsá-los do país.
Primeiro Maximoff se instala em Berlim, onde se torna membro-editor do Comitê de Proteção aos Anarcossindicalistas da Associação Internacional dos Trabalhadores. Depois se muda para Paris e, em seguida, parte para os Estados Unidos, indo se estabelecer na cidade de Chicago. 
De julho de 1925 a maio de 1927 Maximoff passa a editar o periódico "Voz do trabalhador" (Голос Труженика). Em dezembro de 1931 torna-se editor da revista "Work It". Em torno de Maximoff se agrupam muitos imigrantes russos anarquistas que seguem o seu caminho até o ano de 1940. Este grupo ganha notoriedade ao publicar o periódico "É Trabalho - O Despertar" (Дело труда - пробуждение). 
Maximoff escreveu um livro intitulado A Guilhotina no Trabalho: Vinte Anos de Terror na Rússia sobre a repressão Bolchevique contra os anarquistas e sindicalistas após a Revolução Russa de 1917.
Com a saúde deteriorada em seus últimos anos, vai gradualmente deixando de trabalhar até que morre na cidade de Chicago no dia 16 de março de 1950.

## Obra
- Bolchevismo: Promissas e Realidade : Uma Avaliação dos Resultados da Ditadura Marxista sobre a Rússia
- Uma Grande Causa: A Greve de Fome e a Deportação de Anarquistas da Rússia Soviética Kate Sharpley Library ISBN 9781873605745
- A Guilhotina no Trabalho: Vinte Anos de Terror na Rússia
- Minha Crença Social
- A Filosofia Política de Bakunin: Anarquismo Científico (editor)